# Do Paleolítico ao Romano
Do Paleolítico ao Romano foi uma série de televisão sobre as idades geológicas da Terra e à evolução da espécie humana, apresentado por Octávio da Veiga Ferreira.

## Episódios
| Título                                                | Dia                    | Refs.         |
| ----------------------------------------------------- | ---------------------- | ------------- |
| A Antiguidade da Terra                                | 15 de novembro de 1982 | [ 2 ] [ 3 ]   |
| Geologia do Quaternário                               | 22 de novembro de 1982 | [ 4 ] [ 5 ]   |
| Hominização                                           | 6 de dezembro de 1982  | [ 6 ] [ 7 ]   |
| A Cultura dos "Caillaux Aménages" ou "Pebble Culture" | 13 de dezembro de 1982 | [ 8 ] [ 9 ]   |
| Paleolítico Superior                                  | 20 de dezembro de 1982 | [ 10 ] [ 11 ] |
| A Arte do Paleolítico Superior                        | 27 de dezembro de 1982 | [ 12 ] [ 13 ] |
| O Epipaleolítico Mesolítico                           | 3 de janeiro de 1983   | [ 14 ] [ 15 ] |
| O Período Neolítico                                   | 10 de janeiro de 1983  | [ 16 ] [ 17 ] |
| O Calcolítico – Parte I                               | 17 de janeiro de 1983  | [ 18 ] [ 19 ] |
| O Calcolítico – Parte II                              | 24 de janeiro de 1983  | [ 20 ] [ 21 ] |
| A Cultura do Vaso Campaniforme                        | 31 de janeiro de 1983  | [ 22 ] [ 23 ] |
| A Idade do Bronze                                     | 7 de fevereiro de 1983 | [ 24 ] [ 25 ] |